# Принц (печенье)
«Принц» (фр. Prince de LU) — печенье, производимое компанией Mondelez International.
Название Prince со временем носили различные продукты питания. В настоящее время название Prince носит печенье-сэндвич, производимое под брендом LU. Продукт имеет шоколадную или ванильную начинку, зажатую между двумя печеньями.

## История
Впервые печенье Prince было разработано и продано в 1870 году в Антверпене. Название Prince печенье получило в честь Леопольда II, который до того, как стать королём, был наследным принцем в течение 30 лет (до 1865 года). Анекдот гласит, что бельгийский принц увлекался шоколадом, но не хотел пачкать пальцы. Именно по этой причине кондитер из Антверпена Эдвардом Де Бёкелаером (фр. Edward De Beukelaer), как утверждается, изобрёл печенье Prince.
С 1948 года печенье Prince продаётся во Франции, а с 1980 года оно выпускается под брендом LU. В 1990 году появились новые вкусы печенья LU: ванильный, с молочным шоколадом или полностью шоколадный (позже появились другие вкусы).
В начале 2000-х годов печенья выпускались в России компанией «Большевик». Русскоязычное название — «Принц».
Бренд Prince de LU принадлежал нескольким группам, включая Danone, затем в 2007 году он был приобретён американской компанией Kraft Foods. С 2012 года, после ликвидирования группы Kraft Foods, бренд Prince de LU принадлежит американской транснациональной корпорации Mondelez International.
Изначально вес пачки Prince составлял 300 г, а с лета 2008 года вес составляет 330 г.